# Antiblemma pleione
Antiblemma pleione är en fjärilsart som beskrevs av William Schaus 1911. Antiblemma pleione ingår i släktet Antiblemma och familjen nattflyn. Inga underarter finns listade i Catalogue of Life.